# Вадінський район
Ва́дінський район (рос. Вадинский район) — муніципальний район у складі Пензенської області Російської Федерації.
Адміністративний центр — село Вадінськ.

## Історія
Керенський район був утворений 16 липня 1928 року у складі Пензенського округу Середньоволзької області. До його складу увійшла північна частина колишнього Керенського повіту Пензенської губернії. З 1935 року район у складі Куйбишевського краю, з 1936 року — у складі Куйбишевської області, з 27 листопада 1937 року — у складі Тамбовської області, з лютого 1939 року — у складі новоутвореної Пензенської області.
17 лютого 1940 року село Керенськ було перейменовано у Вадінськ, відповідно був перейменований і район.
У квітні 1941 року частина району відійшла до складу новоутвореного Салтиковського району, однак 30 вересня 1958 року, після ліквідації останнього, повернута до складу Вадінського району. 26 грудня 1962 року район був ліквідований, територія поділена між Земетчинським, Бєднодем'яновським, Нижньоломовським та Пачелмським районами. 30 грудня 1966 район був відновлений.

## Населення
Населення — 7998 осіб (2019; 9807 в 2010, 11218 у 2002).

## Адміністративний поділ
Район адміністративно поділяється на 7 сільських поселень:
| Поселення                         | Площа, км² | Населення, осіб (2002) | Населення, осіб (2010) | Населення, осіб (2019) | Центр            | Населені пункти |
| --------------------------------- | ---------- | ---------------------- | ---------------------- | ---------------------- | ---------------- | --------------- |
| Великолукинська сільська рада     | 127,34     | 1331                   | 1098                   | 800                    | Велика Лука      | 10              |
| Вадінська сільська рада           | 207,03     | 4856                   | 4918                   | 4384                   | Вадінськ         | 4               |
| Каргалейська сільська рада        | 66,48      | 641                    | 543                    | 450                    | Каргалей         | 4               |
| Рахмановська сільська рада        | 273,31     | 1718                   | 1138                   | 785                    | Рахмановка       | 10              |
| Серго-Поливановська сільська рада | 49,98      | 698                    | 521                    | 350                    | Серго-Поливаново | 3               |
| Татаро-Лакинська сільська рада    | 118,75     | 907                    | 802                    | 637                    | Татарська Лака   | 12              |
| Ягановська сільська рада          | 196,77     | 1067                   | 787                    | 592                    | Ягановка         | 9               |

- 2010 року ліквідована Виборнівська сільська рада, територія увійшла до складу Татаро-Лакинської сільради; ліквідовані Ключівська сільська рада та Коповська сільська рада, території увійшли до складу Рахмановської сільради; ліквідована Котельська сільська рада, територія увійшла до складу Ягановської сільради; ліквідована Ртищевська сільська рада, територія увійшла до складу Великолукинської сільради[4].

## Найбільші населені пункти
Нижче подано перелік населених пунктів з чисельність населення понад 1000 осіб:
| № | Населений пункт | Населення, осіб (2002) | Населення, осіб (2010) |
| - | --------------- | ---------------------- | ---------------------- |
| 1 | Вадінськ        | 4771                   | 4891                   |